# Овчарски поляни
Овчарски поляни е високоравнинна местност в Родопа планина, разположена на надморска височина от около 1200 м. Тя е част от парк „Родопи“ и отстои на 25 км от град Пловдив. Околността е част от западния родопски дял Чернатица и е разположен в северната част на Белочерковския рид. В Овчарски поляни са разположени многобройни хижи, къмпинги и хотели и е често посещавано място за отдих и почивка от жителите на Пловдивска област.